# August Atterström

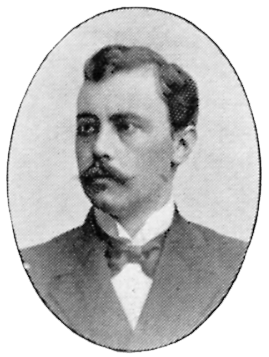
August Atterström.

August Atterström, född 2 maj 1865 i Ransäter, Värmland, död 16 april 1930 i Jönköping, var en svensk arkitekt. 
August Atterström var son till en bruksbyggmästare. Han var elev vid Tekniska högskolan 1886–1890 och vid Konstakademien 1891–1894. Han gjorde en studieresa till Tyskland, Österrike, Schweiz och Italien. Han var en tid anställd på riksbyggnadskontoret vid uppförandet av Riksdagshuset på Helgeandsholmen och på privata arkitektkontor. Från 1901 till 1930 var han stadsarkitekt i Jönköping.

## Verk i urval
- Södra skolan i Huskvarna, 1911
- Huskvarna skola, 1919
- Eksjö allmänna läroverk, 1912

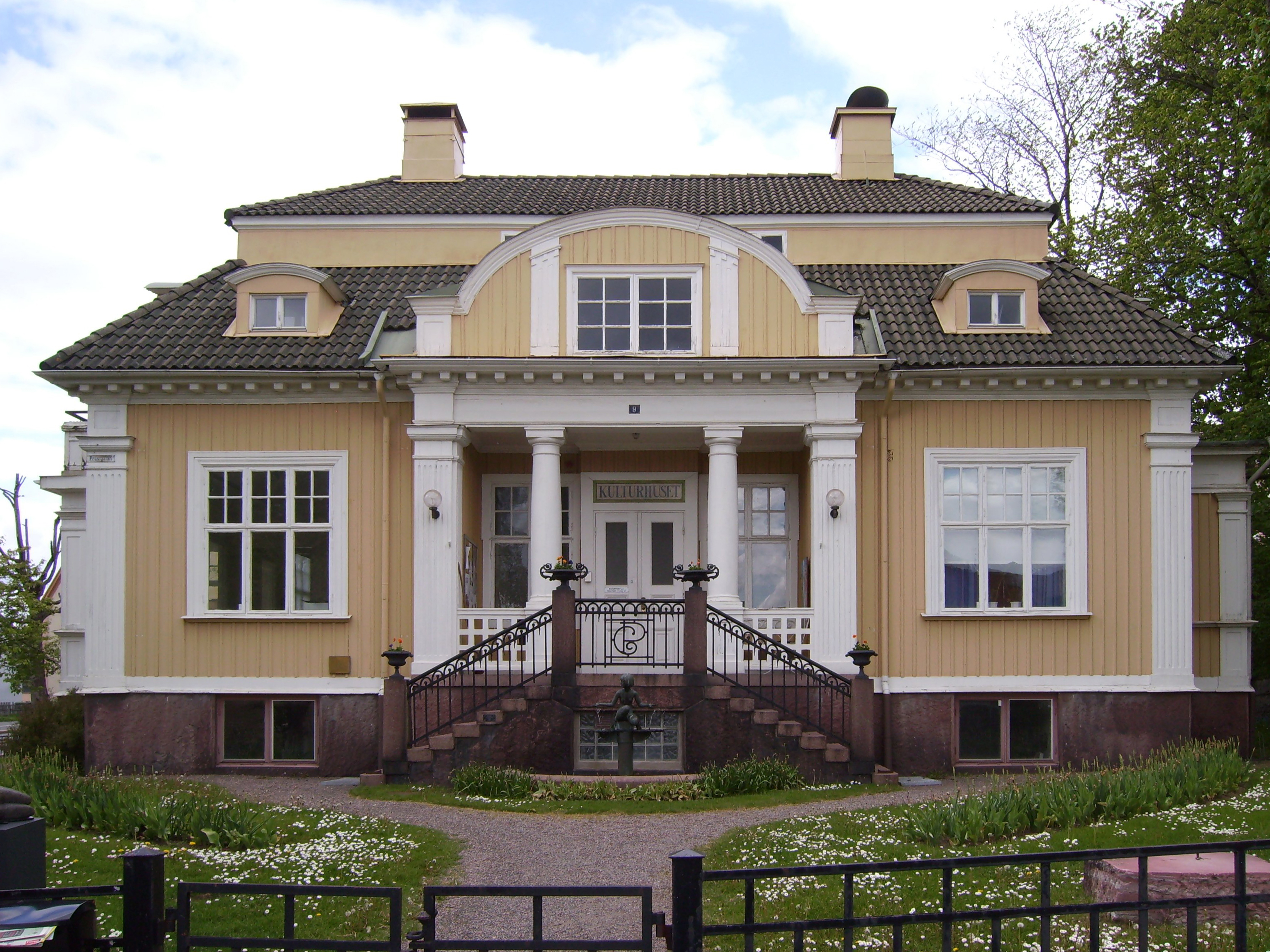
Kyrkoherdebostad i Nässjö

- Smålands Enskilda Bank i Vetlanda, 1915
- Kommunalhuset i Vetlanda, 1910
- Sparbanken i Nässjö, 1907
- Kyrkoherdebostad i Nässjö, 1908–1909

### Jönköping

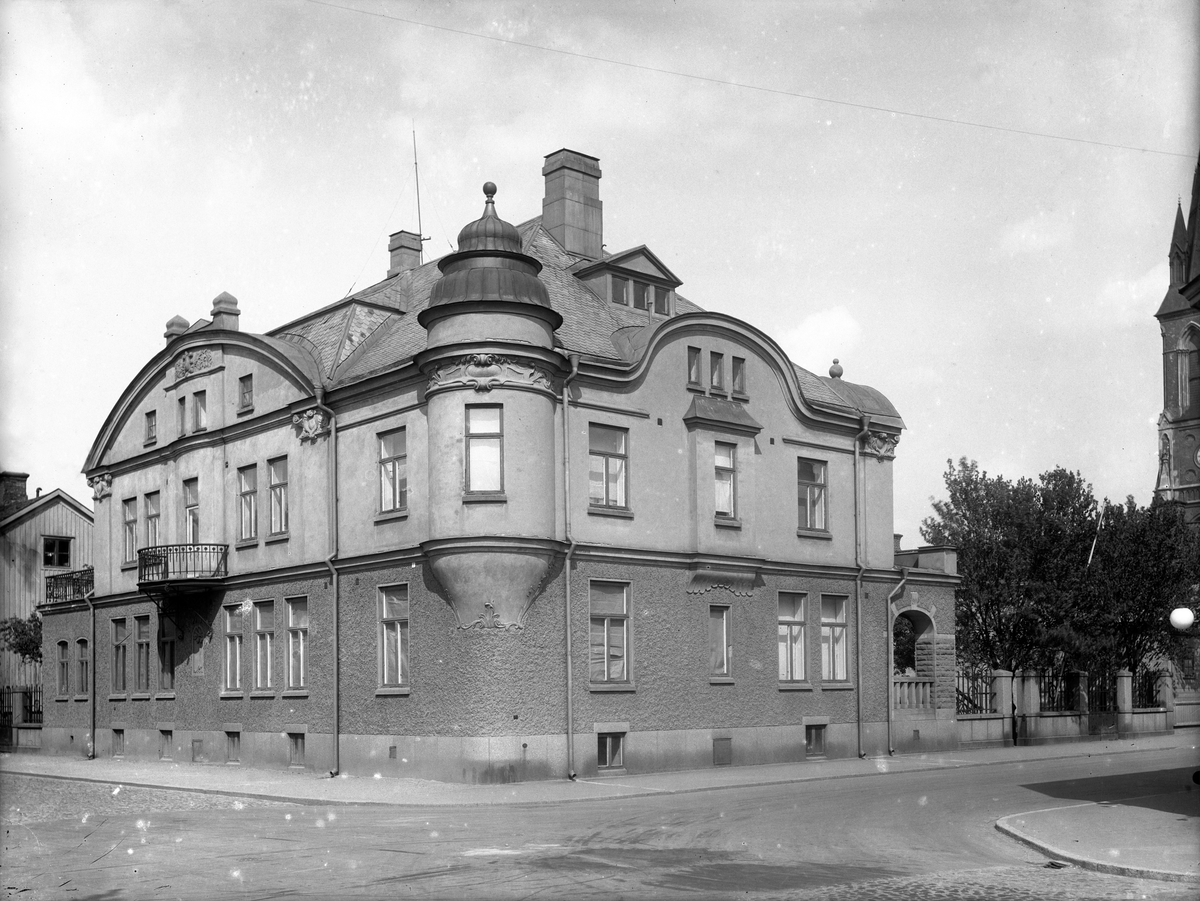
Brunnsgatan 20

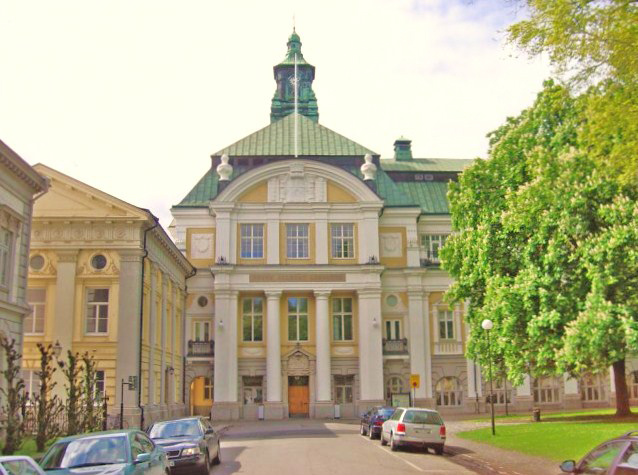
Per Brahegymnasiet

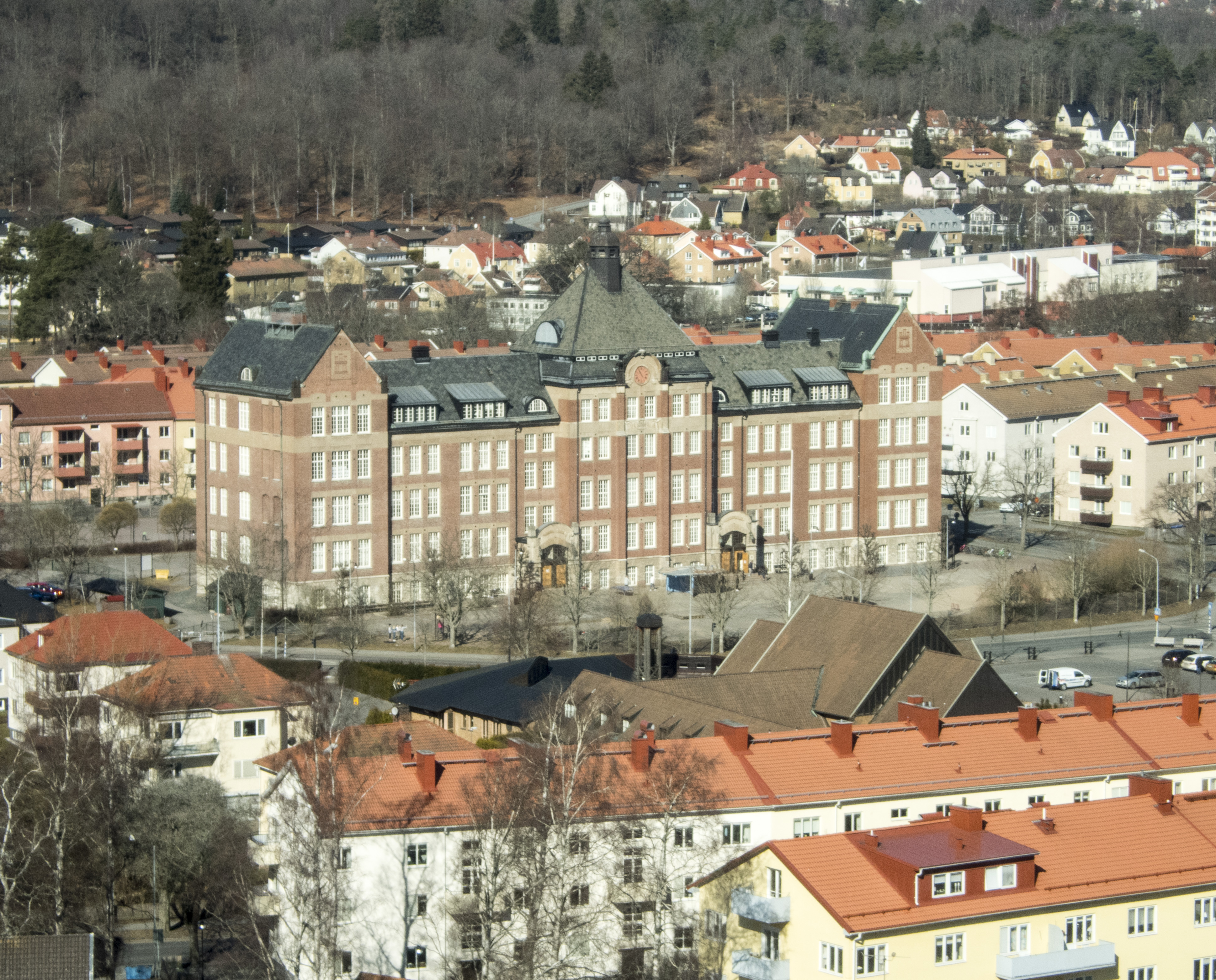
Södra folkskolan i Jönköping

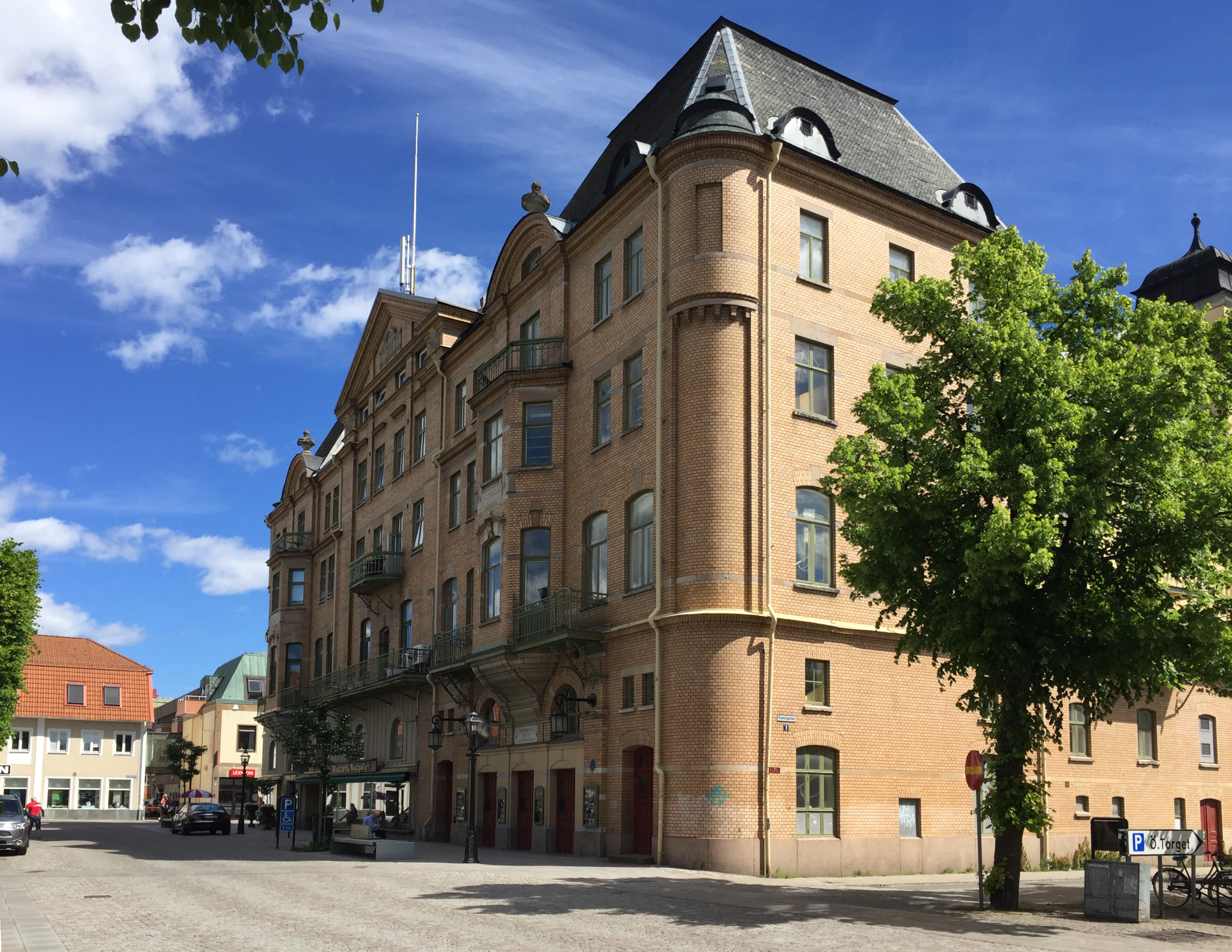
Jönköpings teater

- Kruckenbergska huset, kvarteret Arken, Södra Strandgatan, Jönköping, 1902
- Jönköpings teater, Hovrättstorget 1, 1902–1905
- Idas skola, Klostergatan,1903
- Tenhults herrgård, 1903–1904
- Herman Engströms villa, Brunnsgatan 20/Kapellgatan 9, 1905
- Stuga för kaffe och läskedrycksförsäljning i Stadsparken, 1903
- Södra folkskolan, 1908, med utbyggnad 1923
- Hyreshus, Klostergatan 7 och 9/Brunnsgatan 19/Oxtorgsgatan 20, 1904–1905
- Hyreshus, Östra Storgatan 114/Rosenbergsgatan 2, 1905
- Odd Fellow-huset, Brunnsgatan 24, 1905
- Varmbadhuset, Norra Strandgatan 30/Apoteksgränd 2, 1906
- Hyreshus, Skolgatan 11/Barnarpsgatan 16, 1907
- Spårvagnsstallarna, Gjuterigatan 4-8, 1907
- Idas hushållsskola, Klostergatan , 1908
- Norra folkskolans gymnastikhus, 1908
- Villa i kvarteret Freja, 1910
- Per Brahegymnasiet, Residensgatan, 1910–1913
- Östra reningsverket, Östra Storgatan, omkring 1910
- Kristliga Ynglingaföreningens nybyggnad, 1913
- Ålderdomshemmet Agnes minne, Klostergatan 48, 1914
- Allmänna Brands byggnad, Norra Strandgatan, 1915
- Hyreshus, Norra Strandgatan 4, 1918
- Vilhelmsro arbetshem för manliga fallandesjuka, 1918
- Hyreshus, Östra Storgatan 110/Rocksjögatan 2, 1919
- Epidemisjukhuset, 1919
- Jönköpings Mekaniska Werkstad, 1921
- Sjukhemmet Anna Kjellbergs minne, Östra Storgatan, 1923
- Västra församlingshemmet, 1923